# Великий депресивний розлад
Вели́кий депреси́вний ро́злад (ВДР), також кліні́чна депре́сія, вели́ка депре́сія, уніполя́рна депре́сія, уніполя́рний ро́злад — на відміну від легкого депресивного стану, поганого, або пригніченого, тужного настрою, ВДР є комплексом симптомів — клінічним синдромом, який вимагає діагностики та своєчасного лікування. 
ВДР, при цьому, може взагалі не супроводжуватися поганим настроєм, пригніченістю чи тугою — так звана депресія без депресії, чи маскована депресія, соматизована депресія.
Симптоми понад 2 тижні, що починають заважати нормальній життєдіяльності, роботі чи навчанню, соціальному функціонуванню, є приводом запідозрити ВДР або депресивний синдром (наприклад, пов'язаний із біполярним афективним розладом).

## Епідеміологія
За даними соціологічних досліджень, не менше 16 % населення зазнають станів, які потрапляють під діагностичні критерії МКХ-10 для клінічної депресії хоча б раз у житті. Проте лише менше половини з цих людей звертається за психіатричною та / чи психологічною допомогою та отримали офіційний діагноз.
Клінічна депресія — основна з сучасних причин тимчасової непрацездатності у США та решті країн. Імовірно, вона стане другою за ліком причиною тимчасової непрацездатності у світі до 2020 року, згідно з даними ВООЗ.[джерело?]

## Фактори ризику та причини
У жінок велика депресія спостерігається майже вдвічі частіше, ніж у чоловіків, хоча цей дисбаланс в останні роки зменшується.
З підвищеною частотою ВДР зустрічається серед гомосексуальних людей обох статей (понад удвічі частіше, ніж у середньому в популяції). Частою є клінічна депресія в осіб з гендерною дисфорією — трансгендерів і транссексуалів (депресія — практично обов'язковий супутник гендерної дисфорії, коморбідність цих станів дуже висока).
Кілька наукових досліджень знайшли статистичний зв'язок між депресією і деякими сільськогосподарськими пестицидами, див. наукові статті («Scientific articles») в  [Архівовано 25 листопада 2021 у Wayback Machine.].

## Симптоми та діагностика
Найважливішими діагностичними ознаками великого депресивного розладу є:
- зниження уваги та здатності зосереджуватись, нерішучість;
- зниження самооцінки та впевненості в собі;
- ідеї винуватості та самозневаги;
- похмуре песимістичне бачення майбутнього;
- ідеї чи дії, що призводять до самопошкодження чи суїциду;
- порушений сон;
- знижений апетит.